# Johan Bastiaannet
Johan Bastiaannet (1949) is een Nederlandse dammer. Hij nam zevenmaal deel aan het Nederlands kampioenschap dammen en tweemaal aan het wereldkampioenschap dammen. Zijn specialiteit is het eindspel. Hij kreeg van de KNDB de titel Nationaal Grootmeester dammen. Later werd hij zelfs Internationaal Grootmeester.
In 1970 won hij een bronzen medaille op het NK sneldammen. Drie jaar later pakte het nog beter uit en veroverde hij de nationale titel. In de finale versloeg hij stad- en clubgenoot Theo Wemer.
Zijn beste prestatie op het Nederlands kampioenschap behaalde hij in 1978 met een tweede plaats. In datzelfde jaar nam hij deel aan het WK in het Italiaanse Arco. Hij werd tweede in de kwalificatiegroep en mocht zodoende doorstromen naar de finale. Daar werd hij vierde en daarmee tweede Nederlander achter Harm Wiersma.
In zijn actieve tijd woonde hij in Amsterdam en werkte hij als bioloog. Naast het dammen schreef hij verschillende damboeken. Hierna ging hij werken als bondsdirecteur bij de World Draughts Federation (FMJD).

## Titels
- Nederlands kampioen sneldammen - 1973

## Palmares

### NK
- 1970:  NK sneldammen
- 1973:  NK sneldammen
- 1978:  NK - 13 uit 11
- 1979: 9e NK - 12 uit 13
- 1980: 10e NK - 9 uit 11
- 1981: 5e NK - 12 uit 11
- 1982: 5e NK - 15 uit 13
- 1983: 4e NK - 13 uit 11
- 1984: 9e NK - 10 uit 11

### WK
- 1978/79: 4e WK - 13 uit 11
- 1980: 11e WK - 21 uit 21`
- 1982: 5e WK - 15 uit 13

## Boeken
- 1991: Eindspelgeheimen van H. J. van Alphen, Rosmalen : L'Esprit
- 1988: Verenigd Amsterdams Damgenootschap landskampioen 1987, Amsterdam : VAD
- 1987: Zevende VAD Paastoernooi 1987, Amsterdam : VAD
- 1986: VAD landskampioen 1986, Amsterdam : VAD
- 1986: VAD paastoernooi 1986, Amsterdam : VAD
- 1986: In de schatkamer van het eindspel, Voorst : Dammen
- 1985: Vijfde VAD Paastoernooi april 1985, Amsterdam : VAD